# في إم وير وورك ستاشن
في إم وير وورك ستاشن (بالإنجليزية: VMware Workstation)‏ هو برنامج مراقبة افتراضي مستضاف يعمل على إصدارات x64 من أنظمة تشغيل ويندوز ولينكس (كان إصدار x86 من الإصدارات السابقة متاحًا)؛ يمكّن المستخدمين من إعداد أجهزة افتراضية (VMs) على جهاز واحد فعلي الجهاز ، واستخدامها في نفس الوقت مع الجهاز الفعلي. يمكن لكل جهاز افتراضي تنفيذ نظام التشغيل الخاص به ، بما في ذلك إصدارات مايكروسوفت ويندوز ولينكس و BSD و إم إس-دوس. تم تطوير في إم وير وورك ستاشن وبيعه بواسطة VMware، Inc.، وهي قسم من Dell Technologies. هناك إصدار مجاني، VMware Workstation Player، للاستخدام غير التجاري. مطلوب ترخيص أنظمة التشغيل لاستخدام تلك الخاصة مثل ويندوز. تتوفر أجهزة VM Linux الجاهزة المعدة لأغراض مختلفة من عدة مصادر.

## وصلات خارجية
- الموقع الرسمي